# Jaurès (chanson)
Pistes de Les Marquises
La ville s'endormait
Jaurès est une chanson de l'auteur-compositeur-interprète Jacques Brel sortie en 1977 chez Barclay, sur l'album Les Marquises.

## La chanson
Jaurès prend la forme d'un hommage au socialiste Jean Jaurès. Brel a confié à Olivier Todd : « Jaurès, c’est un peu saint Jaurès pour moi ».

## Genèse
« - Pourquoi diable Jacques consacre-t-il une chanson à Jaurès ? 
 - Pourquoi pas ? »

— Olivier Todd, Jacques Brel : une vie
En 1977, Brel vient de recevoir un second disque d'or, pour sa chanson Le Moribond. Sur Hiva Oa, l'île de l'archipel des Marquises Sud en Polynésie française, Brel écrit en s'accompagnant à la guitare,. Arrivé à Paris où il se fait plus que discret, il fait écouter, chez François Rauber, quelques enregistrements de travail à ce dernier, ainsi qu'à Gérard Jouannest et Charley Marouani.  
Si, dans un premier temps, Gérard Jouannest juge les mélodies monotones, le travail d'orchestration de François Rauber permet une nette amélioration. Brel, dont la voix a baissé, répète chez Juliette Gréco, accompagné de Jouannest au Steinway. 
Pour Olivier Todd, il est possible que, dans une première version de Jaurès, sous les ratures de Brel, se retrouve le nom de François Mitterrand, ainsi qu'un autre vers en forme d’hommage :  « J’étais pour Blum et pour Mendès »,. 
La chanson est enregistrée le 24 septembre 1977. Selon Marcel Azzola, qui accompagne Brel à l'accordéon, le chanteur souhaitait un accompagnement au bandonéon : « je lui ai dit que je ne le sentais pas. Le bandonéon est un instrument d’origine allemande avec un son qui évoque l’Argentine. Je le voyais mal pour illustrer Jaurès sur son tréteau, haranguant la foule. Brel m’a fait confiance. J’ai pris mon accordéon, notre instrument bien de chez nous ».

## Analyse
Pour Stéphane Hirschi, qui rapproche Jaurès de la chanson J'arrive, le texte comme la composition de la chanson incarnent ce rapport particulier de Brel à la mort et à la vie, dans lequel il voit une tension interne, « l'invasion permanente de la vie par la mort », et plus précisément encore une tension « qui déchire cette fois le silence lui-même, qui à la fois y structure une forme ouverte, et y oppose un mur, un obstacle à tout élan, à tout lyrisme ». 

## Discographie
1977 :
- 33 tours 30cm Barclay 96 010[1]
- 45 tours 17cm Barclay 62.343[2]

## Accueil
Marcel Azzola indique : « musicalement, cet accompagnement, c’est deux fois rien. Mais Jaurès m’a marqué ! Je la considère comme une de ses plus belles. Mon père était maçon sur des chantiers. Comme dans la chanson, ses mains étaient usées à quinze ans »,.

## Reprises et adaptations
Un site spécialisé recense en 2020 31 reprises ou adaptations de Jaurès.

### Reprises
- En 1998, Zebda reprend ce titre sur l'album hommage Aux suivant(s). En 2009, à l'occasion du 150e anniversaire de la naissance de Jean Jaurès, le groupe reprend à nouveau le titre dans un vidéo clip produit par la région Midi-Pyrénées[4].
- En 2005, la chanson Jaurès, interprété par Serge Lama agrémente le générique de fin du téléfilm de Jean-Daniel Verhaeghe Jaurès, naissance d'un géant[5].
- Elle a également été reprise par Manu Dibango, Francesca Solleville et Erik Marchand[6],[7],[8].